# صبرة بن شيمان
صبرة بن شيمان الأزدي ثم الزهراني ثم الحداني (20 ق هـ - 41 هـ / 602م - 662م): صحابي من الأشراف، رأس الأزد في أيامه. شهد الفتوحات العربية لتحرير العراق، وكان رأس شنوءة في الفتوح زمن عمر بن الخطاب، نزل هو وقومه البصرة، وكان لهم جامع،وهو الجامع الذي نزلته السيدة عائشة يوم الجمل.
وكان من الفصحاء البلغاء، مهابًا مسموع الكلمة من أشراف العرب. شهد فتوح بلاد فارس مع أبي موسى الأشعري، ثم شهد فتوح خراسان. وفي سنة 29 هـ ولاه عثمان بن عفان مدينة هراة، ففتح بعض البلاد من رساتيق هراة. وكان ابن شيمان عثمانيًا ممن طالب في دمه، وهو صاحب راية الميسرة في حرب الجمل، وقتل ابنه شيمان في هذه المعركة. ثم شهد مع علي بن أبي طالب وقعة صفين وحروبه، وكان من أمراء حرب صفين، وكان على راية أزد البصرة.
ولي بيت المال زمن ولاية عبد الله بن عباس على البصرة. وفي سنة 38 هـ، غزا ابن الحضرمي البصرة بأمر معاوية بن أبي سفيان، وكان على تصريف البصرة زياد بن أبيه من جهة علي، فنزل زياد بن أبيه إلى الأزد، وأجاره صبرة بن شيمان حتى وصل مدد علي بن أبي طالب من الكوفة، فحاصروا ابن الحضرمي وهو بدارٍ في تميم، ثم حرق عليه الدار. ولما آلت إلى معاوية بن أبي سفيان الخلافة، وفد صبرة على معاوية سنة 41 هـ، وكانت وفود نزار عنده، فتكلموا فأكثروا، فقام صبرة، فقال: «يا أمير المؤمنين، إنا حي فعال، ولسنا حي مقال، ونحن بأدنى فعالنا، عند أحسن مقالهم! فقال: صدقت».

## سيرته وحياته

### النسب
- صبرةُ بن شيمان بن عُكيف بن كيّوم بن عبد بن باقل بن عبد شمس بن الحدان، بطن من زهران من الأزد.[18]

### إسلامه
أسلم بني الحدان في أواخر سنة 8 هـ، وكان وفودها على النبي بعد فتح مكة وغزوة حنين، وكانت بنو عبد شمس بن الحدان وثمالة من أزد عمان وفي وفودهم روى ابن سعد البغدادي:« قدم عبد الله بن علس الثمالي ومسلية بن هزان الحداني على رسول الله ﷺ في رهط من قومهما بعد فتح مكة، فأسلموا وبايعوا رسول الله ﷺ على قومهم. وكتب لهم رسول الله ﷺ كتابا بما فرض عليهم من الصدقة في أموالهم، كتبه ثابت بن قيس بن شماس، وشهد فيه سعد بن عبادة ومحمد بن مسلمة».
لم تذكر التراجم اسم صبرة بن شيمان صريحا في الوفد، لكن من المؤكد أنه كان من ضمن وفد الحدان فهو من كبار زعمائها ، حيث أجمعت المصادر بأن صبرة كان رأس شنوءة في خلافة عمر بن الخطاب، ثم رأس الأزد في البصرة زمن خلافة علي بن أبي طالب وبني أمية، وكان مقدمًا قائدًا في الأزد منذ زمن عمر بن الخطاب، وكان عمر لا يؤمر في الفتوح إلا الصحابة.

## دوره في خلافة عمر بن الخطاب
وقد شهد صبرة بن شيمان فتوح العراق، ولكن المصادر المتوفرة لم تذكر له دوراً بارزاً. وفي أواخر سنة 16 هـ، وبعد أن فرغوا من القادسية وجلولاء، كتب عمر بن الخطاب إلى سعد بن أبي وقاص أن ابعث عتبة بن غزوان إلى البصرة ليمصرها ويطون بها الجيش وعوائلهم، وأمر ان يبعث بعد ذلك عرفجة بن هرثمة البارقي في قومه الأزد إلى البصرة ليكونوا نواة التمصير. وكانت الأزد كما ذكر الواقدي غالب أهل البصرة مع تميم، وكان لبني الحدان منهم مسجد باسمهم.
شهد صبرة بن شيمان وقومه فتوح بلاد فارس في جيش البصرة، وهو رأس أزد شنوءة في فتح إصطخر، وكان قدوم صبرة مع أبي موسى الأشعري من البصرة في الجيش الذي أمده عمر بن الخطاب لعثمان بن أبي العاص، وقيل كان قدومهم من أصفهان بعد فتحها. وكان للأزد بقيادة ابن شيمان بطولات تذكرها المصادر، وتم بمشاركتهم فتح إقليم إصطخر وهزيمة قائد الفرس شهرك، وفي ذلك قال أبو المنذر الصحاري وغيره: «صبرة بن شيمان الحداني: كان رأس شنوءة يوم قتل شهرك قائد يزدجرد ملك فارس، وكان ذلك في خلافة عمر بن الخطاب».وكان فتح إصطخر فيما روى ابن الكلبي والحسن البصري في ذي الحجة سنة 19 هـ، فيما زعم ابن إسحاق فتحها سنة 20 هـ، واعتمد الطبري رواية الواقدي ونجيح أبو معشر أن فتح اصطخر كان سنة 23 هـ.

## دوره في خلافة عثمان بن عفان
ولى عثمان بن عفان نواحي هراة من خراسان لصبرة بن شيمان، وأمره بإخماد التمرد، فتوجه إليها وأستطاع إخماد نواحي من هرات، وافتتح بلاداً جديدة من رساتيق هراة. وعصت على ابن شميان مدينة هراة، لمناعتها وشدة بأس أهلها. فوجه عثمان بعد ذلك عبد الله بن عامر بن كريز في جيشٍ جرار وأخضع هرات مرة أخرى لسيطرة الدولة العربية،وكان صبرة بن شيمان من أهم قادات عبد الله بن عامر والي البصرة بعد أبو موسى الأشعري، وشهد معاه أغلب فتوح خراسان.

## دوره في خلافة علي بن أبي طالب

### يوم الجمل

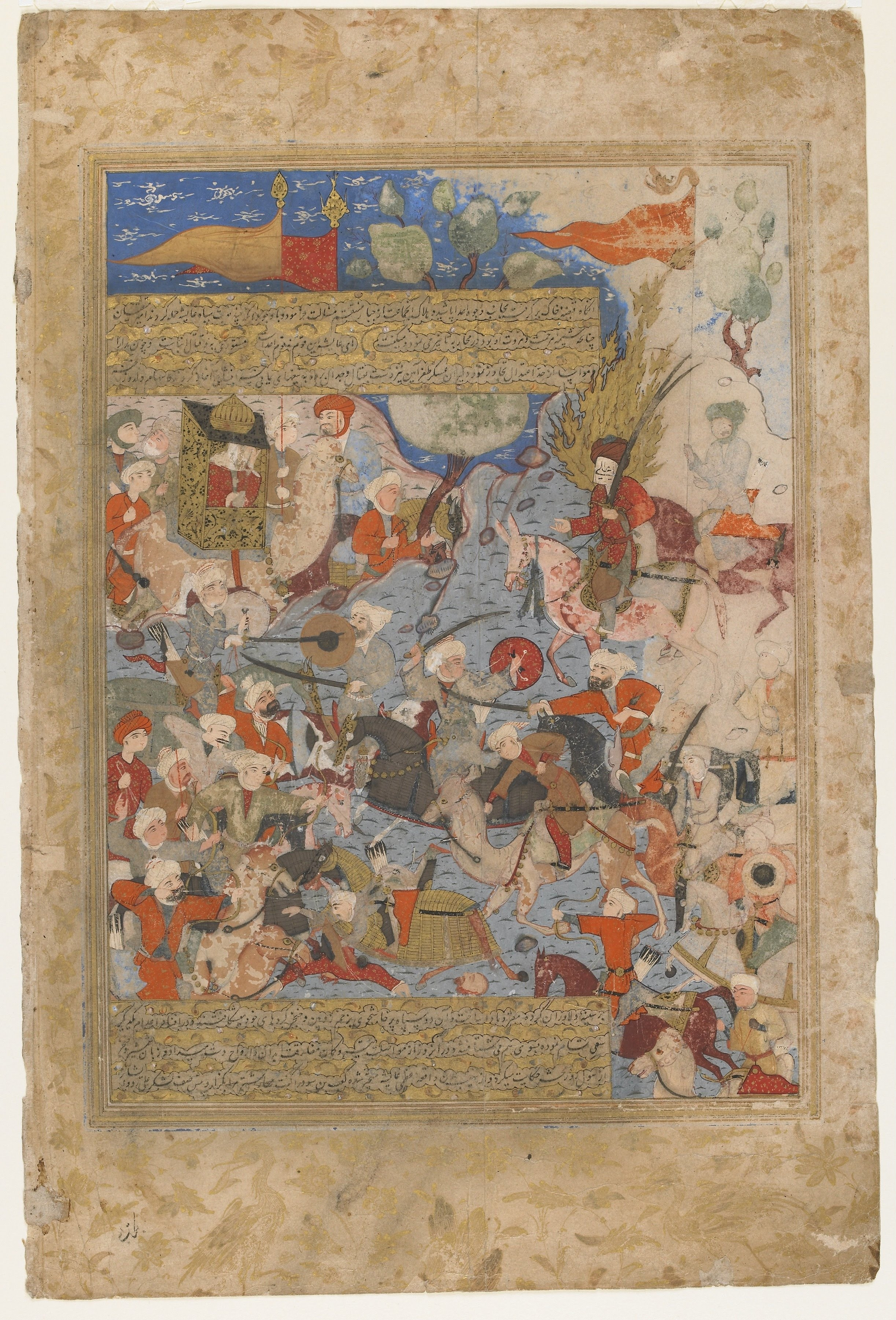
لوحة تصور يوم الجمل.

كان صبرة بن شيمان في وقعة الجمل على راية الأزد مع عائشة بنت أبي بكر والزبير بن العوام وطلحة بن عبيد الله، وما أن وصلت عائشة  البصرة حتى كاتبة صبرة بن شيمان ورؤساء القبائل المهمة، وفي ذلك روى سيف بن عمر: «وكتبت عائشة  إلى رجال من أهل البصرة، وكتبت إلى الأحنف بن قيس وصبرة بن شيمان وأمثالهم من الوجوه، ومضت حتى إذا كانت بالحفير انتظرت الجواب بالخبر».
وكان صبرة عثمانيًا متحمساً للثأر من قتلته، فسارع لنصرة، ولبى نداء السيدة عائشة ودعاها من الحفير إلى الحدان، فلبت دعوته. وفي ذلك روى سيف بن عمر: «وأهل البصرة فرق: فرقة مع طلحة والزبير، وفرقة مع علي، وفرقة لا ترى القتال مع أحد من الفريقين. وجاءت عائشة  من منزلها التي كانت فيه حتى نزلت في مسجد الحدان في الأزد، وكان القتال في ساحتهم، ورأس الأزد يومئذ صبرة بن شيمان، فقال له: كعب بن سور إن الجموع إذا تراءوا لم تستطع وإنما هي بحور تدفق فأطعني ولا تشهدهم واعتزل بقومك فإني أخاف ألا يكون صلح وكن وراء هذه النطفة ودع هذين الغارين من مضر وربيعة فهما أخوان فإن اصطلحا فالصلح ما أردنا وإن اقتتلا كنا حكاما عليهم غدا - وكان كعب في الجاهلية نصرانيا - فقال صبرة: أخشى أن يكون فيك شئ من النصرانية؟! أتأمرني أن أغيب عن إصلاح بين الناس وأن أخذل أم المؤمنين وطلحة والزبير؟. إن ردوا عليهم الصلح وأدع الطلب بدم عثمان ، لا والله لا أفعل ذلك أبدًا. فأطبق أهل اليمن على الحضور». وروى البلاذري عن أبو مخنف نحو ما سبق وقال: «وبايعهم الأزد رئيسها صبرة بن شيمان الحداني، فقال له: كعب بن سور بن بكر أطعني واعتزل بقومك وراء هَذِهِ النطفة، ودع هذين الغارين من مضر وربيعة يقتتلان. فأبي وقال: أتأمرني أن أعتزل أم المؤمنين، وأدع الطلب بدم عثمان، لا أفعل».وكان كعب بن سور معتزلاً في
بنو دوس، فقيل لعائشة وهي في بني الحدان: إن خرج معك كعب لم يتخلف من الأزد أحد، فركبت إليه وكلمته، فأجابها.وكان يومها يقود خطام الجمل والسيدة عائشة على الهودج.
وكانت الأزد على ميسرة الجيش فيما روى سيف بن عمر وعمر بن شبة والشيخ المفيد، فيما شذ عن ذلك أبو مخنف وزعم أنهم في الميمنة وتميم في الميسرة. وكانت بيد صبرة بن شيمان راية ميسرة أهل الجمل، وقاتلت الأزد تحت رايته قتال شديد، وقتل منهم عدد كبير قدره المسعودي بأربعة الآف، ومن أبرز من قتل كعب بن سور وبنوه يحمون الجمل وهم يمسكون خطامه لكي لا يقع، وفي ذلك روى الشيخ المفيد :«قال محمد بن الحنفية، قال لي أمير المؤمنين: يا بني تقدم باللواء، وصف اصحابه فجعل الحسن في الميمنة، والحسين في الميسرة. وكان في ميمنة أهل الجمل هلال بن وكيع وفي ميسرتهم صبرة بن شيمان. وتزاحف الفريقان بعضهم إلى بعض، قال: فوالله لقد رأيت أول قتيل من القوم كعب بن سور بعد أن قطعت يمينه التي كان فيها الخطام، فأخذه بشماله وقتل بعد ذلك، وقتل معه أخوه وأبناه»، فأخذ الخطام ابن صبرة بن شيمان، وقتل وهو يقول:

### وقعة صفين
```
شهد صبرة بن شيمان مع 
علي بن أبي طالب
 وقعة صفين وحروبه، وكان من وفد رؤساء 
البصرة
 الخمسة إلى 
الكوفة
 عند التجهز لحرب صفين مع واليها 
عبد الله بن عباس
، وكان على رأس 
أزد البصرة
، وفي ذلك روى 
نصر بن مزاحم
: 
«
استعمل 
ابن عباس
 على البصرة 
أبا الأسود الدئلي
، وخرج حتى قدم على علي ومعه رؤوس الأخماس : 
خالد بن المعمر السدوسي
 على 
بكر بن وائل
، وعمرو بن مرجوم العبدي على 
عبدالقيس
، وصبرة بن شيمان الأزدي على 
الأزد
، والأحنف بن قيس على تميم، وشريك ابن الأعور الحارثي على 
أهل العالية
»
.
[
12
]
 فقدم هؤلاء القادة الخامسة إلى علي، وحضر ابن شيمان وقائع صفين، وكان له وقومه بلاء حسن في تلك الوقائع.
[
38
]
```

## وفوده على معاوية
روى الجاحظ والمبرد وغيرهما، قالوا: «ولما قامت خطباء نزار عند معاوية فذهبت في الخطب كل مذهب، قام صبرة بن شيمان، فقال: يا أمير المؤمنين، إنا حي فعالٍ، ولسنا بحي مقالٍ، ونحن بأدنى فعالنا عند أحسن مقالهم. فقال: صدقت».